# Авіаносці типу «Сьокаку»
Авіаносці типу «Сьокаку» (яп. 翔鶴型) — серія японських важких авіаносців.

## Історія створення
Авіаносці типу «Сьокаку» — найвідоміші важкі японські авіаносці, які брали участь у більшості авіаносних битв на Тихому океані. Були спроєктовані в 1936—1937 роках на основі авіаносця «Хірю». За архітектурою та компонуванням в основному повторювали прототип, але мали посилене бронювання та зенітне озброєння, несли більше літаків. У 1941 році були найпотужнішими авіаносцями у світі.

## Конструкція
Морехідність кораблів типу «Сьокаку» у порівнянні з «Хірю» значно покращилась завдяки тому, що корпус став вищий на одну палубу та отримав «кліперський» форштевень з великим розходженням носових шпангоутів та бульбом в підводній частині.
Ангар був двоярусний, повністю закритий. Довжина верхнього ангара становила 150 м, нижнього — 133 м; висота кожного — 4,83 м. Всього на двох ярусах розміщувалось 84 літаки. Ангари мали пости заправки літаків та підвішування авіабомб. Це пришвидшувало підготовку літаків до вильоту, але збільшувало імовірність пожежі, тим більше, що ангари не мали бронезахисту.
Політна палуба (242,2х29 м) була вкрита дерев'яним настилом. Літаки піднімали три електричні підйомники (носовий — 13×16 м, решта 13х13 м). Повний цикл (що включав завантаження, підйом та вивантаження літака) тривав 40 секунд. Катапульт не було. Посадку забезпечували 8 тросових аерофінішерів та 4 аварійних бар'єри.
Корпус по ватерлінії захищав на 2/3 довжини внутрішній бронепояс товщиною 105 мм. Машинні та котельні відділення прикривала 84-мм палуба. Решта палуб (в тому числі й політна) були зроблені зі сталі товщиною 16—19 мм. Погреби боєзапасу та цистерни з бензином прикривали короби зі 170-мм броні.
У процесі експлуатації «Сьокаку» та «Дзуйкаку» пройшли декілька модернізацій з метою підсилення зенітного захисту та забезпечення протипожежної безпеки. Зокрема, ліквідували пости заправки літаків у ангарах; там встановили протипожежні перегородки, впровадили нову систему пожежогасіння. Цистерни з бензином отримали додатковий бетонний захист.
Кількість стволів 25-мм зенітних автоматів постійно збільшувалась. До літа 1942 року на кожному з кораблів їх було 48, у липні 1943 року — 70, на «Дзуйкаку» наприкінці його кар'єри — 170 (18х3, 5х2, 42х1). Крім того, на «Дзуйкаку» в 1944 році були встановлені шість 28-ствольних установок для запуску 120-мм некерованих зенітних ракет, проте ця зброя виявилась зовсім неефективною.
У 1943 році на обох кораблях були встановлені радари знаходження надводних та повітряних цілей (типу 21 і типу 13). Для протичовнового пошуку використовувався примітивний гідролокатор типу 0.

## Представники
| Назва         | Закладений     | Спущений на воду       | Вступив у стрій      | Доля |
| ------------- | -------------- | ---------------------- | -------------------- | --- |
| Сьокаку 翔鶴  | 12 грудня 1937 | 1 червня 1939 року     | 8 серпня 1941 року   | 19 червня 1944 року потоплений американським підводним човном «Кавалла» під час битви у Філіппінському морі |
| Дзуйкаку 瑞鶴 | 25 травня 1938 | 27 листопада 1939 року | 25 вересня 1941 року | Потоплений під час битви в затоці Лейте 25 жовтня 1944 року                                                 |